# Trois sur un sofa
Pour plus de détails, voir Fiche technique et Distribution.
Trois sur un sofa (Three on a Couch) est un film américain réalisé par Jerry Lewis, sorti en 1966.

## Synopsis
Christopher Pride (Jerry Lewis), artiste plasticien, a l'occasion de partir travailler à Paris, doté d'une bourse financière importante. Il veut que sa fiancée, le docteur Elizabeth Accord (Janet Leigh) l'accompagne, et qu'ils saisissent l'occasion pour se marier. Mais Elizabeth est psychiatre, et s'occupe de trois femmes terrassées par une déception amoureuse, qui n'accordent plus aucune confiance aux hommes ; elle ne peut en aucun cas les abandonner du jour au lendemain. Pour les guérir au plus vite et faire en sorte que sa fiancée l'accompagne, Christopher se déguise en trois hommes différents et tente de redonner confiance à chacune.

## Fiche technique
- Titre français : Trois sur un sofa
- Titre original : Three on a Couch
- Réalisation : Jerry Lewis
- Scénario : Bob Ross & Samuel A. Taylor
- Photographie : W. Wallace Kelley
- Musique : Lou Brown
- Montage : Russel Wiles
- Production : Jerry Lewis
- Société de production : Jerry Lewis Productions
- Société de distribution : Columbia Pictures Corporation
- Pays :  États-Unis
- Langue : Anglais
- Format : Couleur - Mono - 35 mm
- Genre : Comédie
- Durée : 109 min
- Dates de sortie : 
  - États-Unis : mars 1966
  - France : 28 octobre 1966

## Distribution
- Jerry Lewis (VF : Jacques Dynam) : Christopher Pride
- Janet Leigh (VF : Claire Guibert) : Dr Elizabeth Acord
- James Best (VF : Bernard Woringer) : Dr Ben Mizer
- Leslie Parrish (VF : Katy Vail) : Mary Lou Mauve
- Mary Ann Mobley (VF : Michelle Bardollet) : Susan Manning
- Gila Golan (en) (VF : Monique Morisi) : Anna Jacque
- Kathleen Freeman (VF : Lita Recio) : Murphy
- Renzo Cesana (VF : Roger Tréville) : l'ambassadeur
- Fritz Feld : l'attaché d'ambassade
- Buddy Lester (VF : Fred Pasquali) : le pochard

## Appréciation critique
« Voici donc le film le plus construit de Lewis, celui où le système comique épouse le mieux le système dramatique.[...] Le dingue du palace laisse la place au coordinateur d'intrigues, et l'acteur idiot à l'auteur inquiet. »

— Jean-Louis Comolli, Cahiers du cinéma n° 186, janvier 1967